# Vozrozhdenie (álbum)
Vozrozhdenie (en ruso: Возрождение; «Renacimiento») es el primer álbum de larga duración del grupo de pagan folk metal ruso Arkona. Fue lanzado por la discográfica Sound Age Production el 20 de abril de 2004 y en 2015 fue relanzado por Nuclear Blast.

## Lista de canciones
| Vozrozhdenie |                                                       |          |  |
| N.º          | Título                                                | Duración |  |
| 1.           | «Koliada» (Villancico)                                | 6:56     |  |
| 2.           | «Maslenitsa» (Carnaval)                               | 2:51     |  |
| 3.           | «K domu Svaroga» (A casa de Svarog)                   | 5:21     |  |
| 4.           | «Chornye vorony» (Cuervos negros)                     | 4:15     |  |
| 5.           | «Vozrozhdenie» (Renacimiento)                         | 6:05     |  |
| 6.           | «Rus'»                                                | 6:34     |  |
| 7.           | «Brate Slaviane» (Hermanos eslavos)                   | 4:53     |  |
| 8.           | «Solntsevorot» (Solsticio)                            | 3:37     |  |
| 9.           | «Pod mechami...» (Bajo las espadas...)                | 5:12     |  |
| 10.          | «Po zverinym tropam...» (Por senderos de animales...) | 3:37     |  |
| 11.          | «Zalozhny» (Rehén)                                    | 4:10     |  |
| 12.          | «Zov predkov» (Llamada de los ancestros)              | 5:02     |  |
| 58:33        |                                                       |          |  |

## Formación
- Maria Arkhipova – voz, teclado
- Alexei "Lesyar" Agafonov – voz (pistas 3, 4, 9)
- Sergei "Lazar" – guitarra
- Ruslan "Kniaz" – bajo
- Vlad "Artist" – percusión[1]